# 若林亜紀
若林 亜紀（わかばやし あき、1965年10月26日 - ）は、日本のフリーランスライター。神奈川県出身。ペンネームは、当初は若林アキだったが、2005年に本名の若林亜紀に変更した。

## 来歴・人物
横浜市立港南台第一小学校6年4組、横浜共立学園中学校・高等学校、慶應義塾大学法学部政治学科卒業。在学中はメディア・コミュニケーション研究所で学ぶ。また、週刊朝日編集部にてアルバイトを経験。長谷工コーポレーションに就職。
その後、日本労働研究機構に転職。週刊誌（週刊朝日）への匿名での内部告発がきっかけとなり、2001年自主退職。2003年「ホージンノススメ－特殊法人職員の優雅で怠惰な生活日誌」（朝日新聞社）を刊行。お役所問題を自身の経験から取材し、雑誌に執筆。同年11月内部告発を理由に退職金を減額されたのは違法として、弁護士を立てない本人訴訟で提訴し法人側弁護士3人を相手に一審で敗訴するものの二審で勝訴、最高裁で勝訴が確定。
特殊法人での勤務経験を活かし、公務員や独立行政法人の問題について週刊誌等に寄稿する機会が多い。『実録事業仕分け』（2010年4月5日発行）で「事業仕分け」を高く評価するも、『裏切りの民主党』（2010年4月22日発行）で事業仕分けの成果をあまり予算に反映できなかった民主党を批判している。
予備自衛官補を経た予備自衛官でもある。
第22回参議院議員通常選挙で民主党からの出馬を目指し、党本部候補者公募と民主党千葉県連候補者公募に応募するが不合格（自身の著書『体験ルポ 国会議員に立候補する』で明らかにしている）、結局、みんなの党公認という形で比例区候補として出馬したが、落選。
2012年、トランスペアレンシー・インターナショナル日本支部事務局長に就任。
2013年、日本維新の会公認という形で東京都議会議員選挙三鷹市選挙区から出馬したが、落選。
2019年に投開票が行われた第25回参議院議員通常選挙において、小林興起が創立した政治団体「オリーブの木」公認という形で参議院比例区から立候補。政見放送では「年金ヴィーナス」を名乗り、「七夕」の替え歌を歌い公務員批判を展開したが、落選した。

## 政策
- 選択的夫婦別姓制度導入に賛成[6]。
- 著書『実録事業仕分け』『裏切りの民主党』などでは、職業能力開発大学校の廃止を訴えていた。

## 出演番組
- 太田光の私が総理大臣になったら…秘書田中。（日本テレビ、不定期出演）
- 朝まで生テレビ!（テレビ朝日、不定期出演）
- 情報ライブ ミヤネ屋（2009年7月27日、読売テレビ） 特集 “無駄遣い行政!?”カネと数字で“霞が関”徹底検証
- みのもんたの朝ズバッ!（2010年4月23日、TBS）　事業仕分け 第2弾関連のインタビュー

## 著書

### 単著
- 『ホージンノススメ－特殊法人職員の優雅で怠惰な生活日誌』（朝日新聞社、2003年）
- 『独身手当』（東洋経済新報社、2007年；新潮文庫、2010年）
- 『サラダボウル化した日本』（光文社、2007年）
- 『公務員の異常な世界 給料・手当・官舎・休暇』（幻冬舎新書、2008年）
- 『国破れて霞が関あり――ニッポン崩壊・悪夢のシナリオ』（文藝春秋、2009年）
- 『実録事業仕分け』（ダイナミックセラーズ出版、2010年4月5日）
- 『裏切りの民主党』（文藝春秋、2010年4月22日）
- 『ドロボー公務員』（ベスト新書、2011年2月8日）
- 『体験ルポ 国会議員に立候補する』（文春新書、2011年3月20日）

### 共著
- 『「アジェンダ」で日本を変える!』（実業之日本社、2010年6月18日）